# Pseudamussium fasciculatum
Ne doit pas être confondu avec Manupecten fasciculatus.
Espèce
Synonymes
- Pecten (Pallium) miser Dall, 1908[1]
- Pecten fasciculatus Hinds, 1845[1]
- Pecten panamensis Dall, 1898[1]

Pseudamussium fasciculatum est une espèce de mollusques bivalves de la famille des Pectinidae. Elle ne doit pas être confondue avec Manupecten fasciculatus.

## Systématique
L'espèce Pseudamussium fasciculatum a été initialement décrite en 1845 par Richard Brinsley Hinds sous le protonyme de Pecten fasciculatus.